# Mameja
Mameja (znanstveno ime Mammea americana), znana tudi kot mammee, mamejina jablana, mamey, Santo Domingova marelica ali Južnoameriška marelica, je zimzeleno drevo iz družine Calophyllaceae, katerega sadež je užiten.

## Opis

### Drevo
Drevo mameje je visoko od 18 – 21 m in je po izgledu podobno južni magnoliji (Magnolia grandiflora). Deblo je kratko in doseže premer od 0,9 – 1,2 m. Veje drevesa so pokončne tako, da oblikujejo ovalno krošnjo. Listi so temnozeleni, usnjati in elipsaste oblike ter dokaj gosto razporejeni. V širino lahko segajo do 10 cm, medtem ko so lahko v dolžino dvakrat daljši.
Cvet je dišeč in ga tvori 4 – 6 listov. Kadar so cvetovi popolnoma odprti lahko dosežejo od 2,5 – 4 cm širine. Cvetovi lahko nastanejo samostojno ali v grozdu dveh ali treh na kratkem steblu. Možno je, da so v enem cvetu prisotni pestiči, prašniki ali oba hkrati, kar pomeni da je lahko cvet moški, ženski ali dvospolen.

### Plod
Plod je okrogel in rahlo nepravilne oblike. Obdaja ga rjava ali sivorjava 3 mm debela skorja. V bistvu skorja ploda predstavlja eksokarp in mezokarp sadeža, medtem ko mesnati del predstavlja endokarp. Pecelj je debelo in kratko. 
Sadež v premeru doseže od 10 – 20 cm. Ko je sadež še nezrel je trd, ki pa se ob rahlo zmehča, ko dozori. Pod skorjo se nahaja belkasta plast, trpkega okusa, ki obdaja mesnati del. Mesnati del je oranžne ali rumene barve in ima lahko mnogo oblik (hrustljav ali sočen, trd ali mehak). V splošnem je vonj mesnatega dela prijeten in vabljiv.
Majhni plodovi vsebujejo eno seme, medtem ko imajo večji lahko vse do štiri. Semena so rjava, groba, ovalna in okoli 6 cm dolga. Sok iz semen pušča lahko pusti madeže, ki jih je zelo težko sprati.

### Razmnoževanje
Lahko se jo opravi s sajenjem semen. Kalitev traja od 60 – 260 dni. Bolj priporočen način je cepitev.

## Naravni prostor in razširitev
Drevo izvira iz tropskega dela Južne Amerike. Leta 1529 pa je bil v Oviedu že vključen v razstavi Sadeži iz Novega sveta (Review of the Fruits of the New World). Kasneje so ga sadili širom po svetu; v zahodni Afriki, še posebej v Sierri Leoneju, Zanzibaru, v jugovzhodni Aziji ter tudi na Havajih. Danes ga v ZDA najdemo le na Havajih in na Floridi, kamor je verjetno prišel z Bahamov.
Mamejina jablana je omejena na tropsko oziroma subtropsko podnebje. V Srednji Ameriki je predstavnike moč najti vse do 1000 m nad morjem. Najbolje uspeva v globokih in dobro namočenih prsteh, a je prilagodljiva. Tako jo lahko najdemo rasti na apnenčasti podlagi na Jamajki, na oolitnem apnencu na Bahamih ter na koralni podlagi Barbadosa.
Drevo je zelo občutljivo na nizke temperature, a je zelo odporno proti škodljivcem in boleznim.

## Uporaba

### Uporaba v medicini
Drevo ima majhen potencial v medicini. Vseeno so pri plodu zaznali antibiotične lastnosti. Nezreli plodovi so bogati s pektini, drevesno lubje pa je bogato s tanini.
V tradicionalni medicini Srednje in Južne Amerike prašek  zmletih semen uporabljajo za kožne bolezni. Semena mameje uporabljajo tudi kot antihelmintik.
V Trinidadu in Tobagu naribana semena zmešajo z rumom ali kokosovim oljem uporabljajo pri okuženih z naglavnimi ušmi.

### Uporaba v kulinariki
Čeprav je plod užiten, je dobil le malo pozornosti v kulinariki.
Surov mesnati del plodu je lahko postrežen v obliki sadne solate, ali z vinom, sladkorjem in smetano še posebej na Jamajki. Na Bahamih mesnati del najprej potopijo v slano vodo, da odstranijo grenak okus, nato pa ga kuhajo z dosti dodanega sladkorja pri čemer nastane nekakšna marmelada. Mesnati del je lahko postrežen tudi dušen v pari. 
Na Francoskih Antilih iz  cvetov proizvajajo aromatičen liker Eau de Créole ali Crème de Créole.
V Salvadorju je gazirana pijača z okusom mameje imenuje kolashanpan.

### Ostalo
Mnogi deli rastline vsebujejo insekticidne učinkovine. V Porto Riku tako na primer pred črvi, liste mameje raztrosijo okoli mladih sadik paradižnika. V Mehiki in na Jamajki pred bolhami, gumi lubja stopijo in zmešajo z maščobo ter vse skupaj nanesejo na noge živali.
Na Deveških otokih tanin iz lubja uporabljajo v proizvodnji usnja. Les mameje je trd in gost, a vseeno enostaven za obdelavo. A vseeno je dobil malo pozornosti v komercialnem namenu.